# Mike Scully

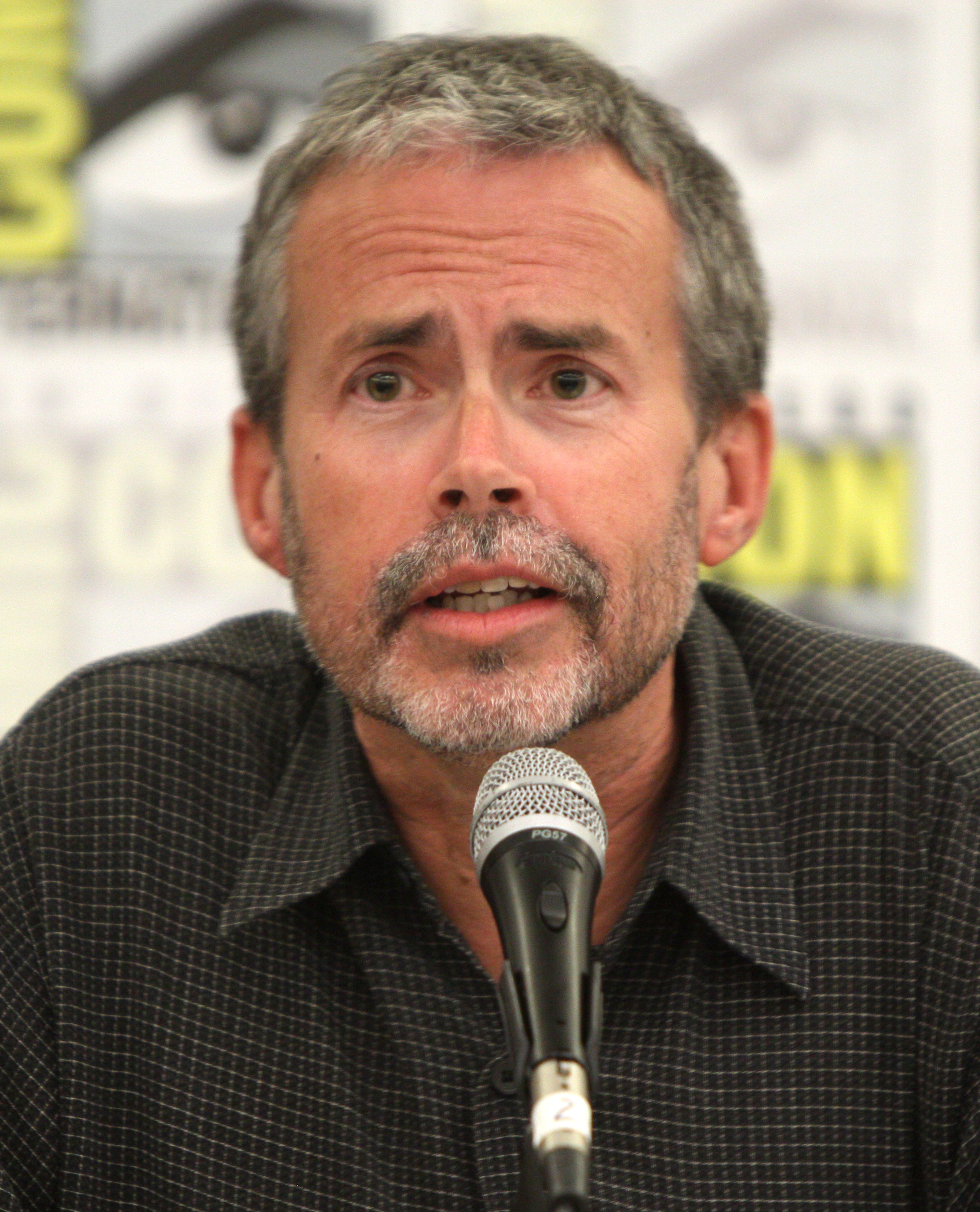
Mike Scully (2011)

Mike Scully (* 2. Oktober 1956 in Springfield, Massachusetts) ist ein US-amerikanischer Drehbuchautor und Produzent irischer Abstammung. Scully gewann dreimal den Primetime Emmy Award. Er schrieb bereits für Serien wie Complete Savages, Alle lieben Raymond, Mein Vater ist ein Außerirdischer, Napoleon Dynamite und Die Simpsons, wo er als Showrunner für die neunte bis zwölfte Staffel tätig war. Scully war auch als Co-Autor des Simpsons-Films beteiligt. Zurzeit ist er öfter als Produzent aktiv, vor allem für die Simpsons. Er ist verheiratet mit der Autorin Julie Thacker.